# Finger Food Factory
Finger food Factory è un programma televisivo culinario italiano, trasmesso su Real Time dal 14 ottobre 2013, e condotto da Sebastiano Rovida, chef famoso per essere uno dei due volti della cucina dello show Fuori menù.

## Struttura del programma
In ogni puntata, il protagonista è un ingrediente con il quale lo chef Sebastiano Rovida realizza un intero menù, dall'antipasto al dolce, composto solamente da finger food. Per ogni piatto il conduttore ci mostra tutti i passaggi della creazione dello stesso, dagli ingredienti, alla preparazione fino al suo impiattamento.
A fine puntata il piccolo Leonida "Leo" Lovati, un bambino di 8 anni appassionato di cucina, chiede allo chef di creare una versione "finger" di un piatto a base di un ingrediente che proprio non gli piace, o di un piatto che mangia sempre preparato allo stesso modo.

## Stagioni
| Stagione | Puntate | Dal             | Al              |
| -------- | ------- | --------------- | --------------- |
| 1        | 20      | 14 ottobre 2013 | 8 novembre 2013 |